# Побег из форта Стэнтон

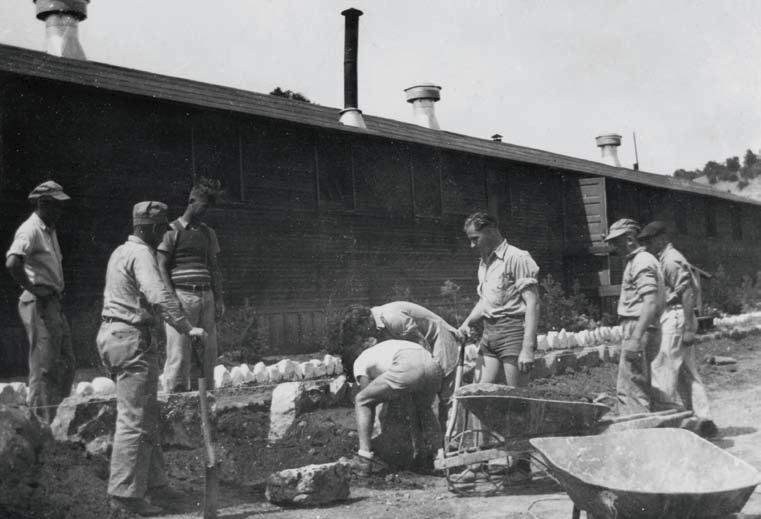
Немецкие интернированные в форте Стэнтон, между 1941 и 1945 годами

Побег из форта Стэнтон — побег, совершённый четырьмя немецкими интернированными моряками 1 ноября 1942 года из лагеря для интернированных, находившегося в форте Стэнтон, штат Нью-Мексико, США.

## Предыстория
Форт Стэнтон, расположенный примерно в семи милях к северо-востоку от Капитана, был армейским постом Соединённых Штатов ещё со времён Дикого Запада. После начала Второй мировой войны, на этом месте был построен лагерь для немецких и японских военнопленных. Большинство немецких пленных, содержавшихся в лагере (в том числе и четверо участников побега), были моряками SS Columbus, океанского лайнера, который был затоплен собственным экипажем в 400 милях от побережья Виргинии, США, 19 декабря 1939 года. Именно моряки Columbus были первыми лицами, интернированными в лагерь (команда насчитывала более 400 человек). Форт Стентон также был первым американским лагерем для интернированных гражданских лиц, открытым во время войны. Лагерь охранялся бойцами пограничной службы США, а не армией. Форт Стэнтон имел удачное расположение для создания лагеря: рядом с фортом находились заброшенные здания Гражданского корпуса охраны окружающей среды, которые можно было использовать, а также действующая больница. Кроме того, «расположение гарантировало, что любая пронацистская деятельность будет изолирована в этой довольно уединённой части Нью-Мексико».
Первые интернированные прибыли в лагерь в январе 1941 года. В то время лагерь ещё строился, поэтому немцам было поручено построить жилье для себя и вновь прибывающих. Были построены четыре барака, кухня, столовая, прачечная, уборные и умывальные, магазины, офицерские помещения, медпункт. Немцы также соорудили зал отдыха и бассейн, в котором проводились «мини-олимпийские» соревнования с местным населением.
Поначалу лагерь более напоминал небольшой городок, чем тюрьму. Немцам было предоставлено много свободы, потому что Соединённые Штаты и Германия ещё не находились в состоянии войны, в частности, они могли покидать лагерь для поездки в близлежащий Капитан или прогулки по горам. После заявления Адольфа Гитлера от 11 декабря 1941 года меры по охране интернированных и военнопленных ужесточились: были построены сторожевые вышки, лагерь окружили заборами из колючей проволоки.

## Побег
Из форта Стентон предпринимались попытки побега до и после инцидента в ноябре 1942 года; немцы «перелезали через заборы, уходили с работы или рыли туннели», но все беглецы были пойманы и возвращены в лагерь. Американцы были убеждены, что бегство бессмысленно из-за удалённости района: кроме Мексики, которая находится более чем в 100 милях к югу от форта Стэнтон, бежать было некуда.
Ночью 1 ноября 1942 года Бруно Дате, Вилли Мишель, Герман Рунне и Йоханнес Гранц под покровом темноты сумели выскользнуть из лагеря и направились на юг к границе. Однако вскоре их отсутствие в лагере было обнаружено, поэтому полиция Нью-Мексико, Техаса и Мексики начала масштабную охоту. Немцы не смогли уйти далеко: 3 ноября владелец ранчо и член поискового отряда Боб Бойс заметил беглецов, когда охранял каньон Гэблдон. Бойс немедленно послал сообщение основным силам отряда под командованием заместителя шерифа Джо Нельсона, который состоял из двадцати пяти человек. Отряд обнаружил немцев примерно в четырнадцати милях к югу от лагеря, на холме в Национальном лесу Линкольна. Согласно газетным статьям того времени, немцы были захвачены врасплох. При задержании один из беглецов получил огнестрельное ранение. Все четверо были задержаны и доставлены обратно в форт Стэнтон.

## Сообщения в прессе
Заключённые немецкие моряки, в воскресенье вечером сбежавшие из федерального лагеря для задержанных в форте Стэнтон сегодня были схвачены рейнджерами в горах к западу о лагеря. Четвёрка была замечена владельцем ранчо Бобом Бойсом, когда купалась в ручье каньона. Один из немцев, о которых сообщил Бойс, был вооружён пистолетом. Бойс взял на себя наблюдение и отправил сообщение отряду, который всю ночь обыскивал горы в поисках беглецов. Рейнджеры сразу же прибыли на место происшествия всего в нескольких милях от форта Стэнтон. Федеральное бюро расследований назвало имена беглецов: Бруно Дате, Вилли Мишель, Херманн Рунн и Йоханнес Гранц. Они находились среди примерно 400 [человек], интернированных правительством в форт Стэнтон после того, как затопили свой корабль, немецкий лайнер Collumbus, в Атлантике в самом начале войны в Европе. Они были доставлены в Нью-Мексико из Сан-Франциско.— Tucson Daily Citizen, 3 ноября 1942 года

Вчера конный отряд вооружённых ранчеров окружил и загнал в угол четырёх немецких военнопленных, сбежавших из федерального лагеря для интернированных в форте Стэнтон. Один заключённый был легко ранен в ходе короткой перестрелки, когда отряд застал врасплох спящих немцев на склоне холма в Национальном лесу Линкольна примерно в 14 милях от форта Стэнтон. Немцы, моряки с затонувшего лайнера Collumbus, были интернированы после начала войны в Европе в 1939 году. Они бежали в ночь на воскресенье. Вчера они были замечены в каньоне Гэблдон к западу от Руидозо владельцем ранчо Бобом Бойсом. Бойс послал сигнал основной части поискового отряда. К нему присоединились около 25 вооружённых людей во главе с заместителем шерифа Джо Нельсоном. Ранее сообщалось, что по крайней мере один из заключённых имел при себе автоматический пистолет.— Montreal Gazette, 4 ноября 1942 года